# Kup Hrvatske u ragbiju 2019.
Kup Hrvatske u ragbiju za 2019. godinu je igran u proljetnom dijelu sezone 2018./19. 
 Kup je prvi put u povijesti osvojila momčad "Sinja".

## Rezultati

### Pretkolo
| datum            | mjesto         | klub1             | rez.      | klub2  | napomene                |
| ---------------- | -------------- | ----------------- | --------- | ------ | ----------------------- |
| 16. ožujka 2019. | Zagreb, Savica | Lokomotiva Zagreb | 0:20 p.f. | Zagreb | Zagreb prošao bez borbe |

### Poluzavršnica
| datum            | mjesto            | klub1      | rez.  | klub2          | napomene |
| ---------------- | ----------------- | ---------- | ----- | -------------- | -------- |
| 23. ožujka 2019. | Zagreb, RC Rudeš  | Zagreb     | 3:29  | Mladost Zagreb |          |
| 23. ožujka 2019. | Split, Stari plac | Nada Split | 22:25 | Sinj           |          |

### Završnica
| datum            | mjesto                                       | klub1 | rez.  | klub2          | napomene            |
| ---------------- | -------------------------------------------- | ----- | ----- | -------------- | ------------------- |
| 30. ožujka 2019. | Sinj, SC "Ivica Poljak Sokol i Andrija Alčić | Sinj  | 29:19 | Mladost Zagreb | Sinj pobjednik kupa |

## Vanjske poveznice
- rugby.hr